# Malzextrakt-Agar
Das Malzextrakt-Agar (MEA) ist ein Nährmedium zur Kultivierung von Pilzen, insbesondere Hefen und Schimmelpilzen.

## Verwendung
MEA wurde ursprünglich zur Hygienekontrolle in Brauereien eingesetzt, da es ein breites Spektrum an Arten (Schimmelpilze, Hefen und nur eingeschränkt Bakterien) nachweisen kann.
Es handelt sich um ein Vollmedium mit relativ hohem Feuchtegehalt und niedrigem pH-Wert, der das Bakterienwachstum hemmt. Es simuliert feuchte Umgebungen, wie sie in Bad oder Küche (oder Brauereien) anzutreffen sind.
Im Laufe der Zeit sind verschiedene Mischungsverhältnisse und Zusätze hinzugekommen. Das BAM (Bacteriological Analytical Manual)
der FDA liefert drei Basismischungen:
- M93 zum Einsatz in der Kosmetikindustrie (Malzextrakt 30 g/L, Agar 20 g/L, 40 mg/L Chlortetracyclin)
- M94 Malt Extract Broth (Fertigmedium von Difco: Malzextrakt 6 g/L, Maltose 1,8 g/L, Dextrose 6 g/L, Hefeextrakt 1,2 g/L) & Agar 15 g/L
- M182 Malt Extract Agar for Yeasts and Molds (MEAYM), empfohlen zum Nachweis von Aspergillus und Penicillium (Malzextrakt 20 g/L,  Dextrose 20 g/L, Pepton 1 g/L, Agar 20 g/L)